# Monsters 10
Monsters 10 – czternaste wydawnictwo z serii Monsters producenta muzycznego Figure'a, wydane 11 października 2019 roku przez DOOM Music.

## Lista utworów
1. "My Monster Mansion" (Intro) - 2:23
2. "The Phantom of the Opera" (Figure and Dubscribe) - 4:23
3. "Poltergeist" - 4:03
4. "Spirits of the Dead" (Figure and Graphyt) - 4:30
5. "The Crooked Man" (feat. Lexi Norton) - 4:52
6. "Madhouse" (Figure and Code: Pandorum) - 3:54
7. "Vampire Hunter" - 3:31
8. "Necromancy" (Figure & Lev3l) - 3:51
9. "Monster Squad" (Figure and Hehvy)
10. "Dinner with Demons" - 4:30
11. "Candyman" (Figure , Kleavr , and Tantrum) - 5:20
12. "Riddim of the Living Dead" (Figure and Point Blank) - 3:38
13. "The Hearse Song" (Figure and Big N Slim feat. Lexi Norton) - 5:00